# Hamzah Fansuri
Hamzah Fansuri   (segle XVI - 1590) (Jawi: حمزه فنسوري ; també anomenat Hamzah Pansuri) va ser un escriptor sufí de Sumatra del segle xvi, conegut per escriure idees panenteistes místiques en la llengua malaia. Va escriure poesia i també prosa i és considerat el primer poeta conegut del món malai.

## Biografia
La informació sobre la vida de Hamzah prové en gran part del beit takhallus (estrofa del seu pseudònim) que acaba la seva poesia (syair), així com de l'obra del seu deixeble Hasan Fansuri i dels comentaris sobre els poemes de Hamzah. Tanmateix, molts dels seus detalls biogràfics són incerts. El seu nom indica que pot ser de Barus (també conegut com a Fansur pels àrabs), o que hi hagués passat gran part de la seva vida. També podria tenir relació amb l'Ayutthaya siamesa (Shahr-i-Naw), encara que pot ser que només hagués viatjat a Ayutthaya en comptes de ser el seu lloc de naixement. Era conegut com un mestre espiritual sufí i es creu que podria haver treballat a la cort del Sultanat d'Aceh.
Hamzah va viatjar molt, i se sap que va visitar la península Malaia, l'Índia mogol, la Meca i Medina, i Bagdad. Va ser un dels primers asiàtics del sud-est a haver completat el hajj a principis del segle XVI. En general s'assumeix que la data de la seva mort és al voltant de 1590 o abans, encara que també s'especula amb una data posterior, durant el regnat del sultà Iskandar Muda. No obstant això, s'ha trobat una inscripció en una làpida a la Meca de Shaykh Hamza b. Abd Allah al-Fansuri (aquesta identificació ha estat impugnada) de l'11 d'abril de 1527. Una data tan primerenca, si es confirma, pot suggerir que Hamzah no vivia ni treballava a Aceh, sinó que s'estava a Barus abans de marxar a la Meca on va morir.

## Panenteisme
El panenteisme de Hamzah Fansuri deriva dels escrits erudits islàmics medievals. Va ser influenciat per la doctrina d'Ibn al-Arabí sobre Metafísica sufí, popular a Pèrsia i l'Índia mogol durant el segle xvii. A més, va percebre Déu com immanent dins de totes les coses, incloses les persones, i va intentar unir la seva ànima amb l'esperit de Déu. Va emprar la doctrina de les set etapes d'emanació (martabat) en què Déu es manifesta en aquest món, acabant en l'home perfecte, una doctrina molt estesa a Indonèsia a l'època.
Els seus ensenyaments van ser promoguts pel teòleg Aceh Shamsuddin al-Sumatrani.
No obstant això, més tard les seves opinions van ser considerades herètiques per Nuruddin ar-Raniri per no conformar-se amb la creença islàmica que Déu va romandre inalterat des de la seva creació. Nuruddin va viatjar a Aceh i sota la seva influència, la Sultana Taj ul-Alam va intentar erradicar les seves obres i el nom de Hamzah, i els seus escrits van ser cremats.

## Obres
La poesia, syair o ruba'i, de Hamzah Fansuri no solen ser més de 13-15 estrofes, però algunes poden arribar a ser de 21. 32 dels seus poemes han sobreviscut, i Hamzah va incloure a cada poema el seu nom i informació sobre ell a la darrera estrofa (takhallus bait).
Els estudiosos han comentat la seva habilitat tècnica i el seu domini de les rimes, barrejant efectivament les paraules àrabs amb l'estructura poètica malaia. També van observar una afició pel joc de paraules, on es mostra el seu humor i el seu virtuosisme poètic. També va escriure prosa, i les seves tres obres supervivents en prosa són:
- Sharab al-'ashiqin (La beguda dels amants)
- Asrar al-'arifin (Els secrets dels gnòstics)
- Kitab al-Muntahi (L'adepte): una col·lecció de cites àrabs i perses amb discussions en malai.

Va ser el primer escriptor que va redactar sobre doctrines sufís en llengua malaia, de fet, en qualsevol altre idioma de l'arxipèlag malai.